# 陈宝根
陈宝根（1953年7月—），男，汉族，甘肃临夏人，中华人民共和国政治人物。西安交通大学机械制造与自动化专业毕业，中共中央党校研究生学历。曾任宝鸡市人民政府市长，广元市人民政府市长、中共西安市委副书记、西安市人民政府市长、西安市人大常委会主任。

## 仕途
1974年6月加入中国共产党。1977年，从西安交通大学毕业；大学毕业后，被分配到宝鸡工作。曾历任陕西省宝鸡镀锌铅丝厂厂长，宝鸡市渭滨区经委副主任、副区长、区长，区委书记等职。1995年6月，出任宝鸡市副市长；三年后，升任市长。
1999年10月，调四川广元，历任市委副书记、副市长、代市长、市长。
2002年2月10日，回到陕西，出任中共西安市委副书记，副市长。2006年7月21日，接替孙清云出任代理市长；2007年2月，正式当选西安市人民政府市长。2012年1月10日，在西安市十四届人大常委会第三十五次会议上，辞去市长职务，当选西安市人大常委会主任。2017年2月退休。

## 争议

### 涉秦岭北麓违建别墅案
据澎湃新闻2018年10月报道，圈占基本农田14.11亩、鱼塘两处逾千平方米、狗舍面积达78平方米、内藏文物211件的秦岭北麓西安段单体最大违建别墅——“支亮超大违建别墅”，系以陕西秦悦贸易有限公司法定代表人支亮名义所建，而实际业主为陈路。《财经》杂志报道称，陈路的父亲曾在西安市党政系统担任要职。有媒体披露，陈路就是陈宝根的儿子，但尚未得到官方证实。
2012年两会，作为全国人大代表最后一次履职的陈宝根向记者坦言，“我主要关注秦岭的保护等方面，希望秦岭保护能够得到中央和林业部的重视。”